# Gerolfo I
Gerolfo I, llamado también Gerolfo el Viejo. Se supone que nació antes de 833, muerto en 855, fue conde en el pagus de Westrachi, territorio situado al este del río Vlie, en la época del reinado de Ludovico Pío.
Pudo ser hijo de un noble llamado Teodorico, quien pasaba por descender del rey frison Radbod, que había muerto en 719.
Al final de su vida, se retiró a un monasterio donde murió en 855. Gerolfo II su hijo, o su nieto, fue conde en el Kennemerland en la Frisia occidental.